# كفر هند
كفر هند قرية سورية تتبع ناحية سلقين في منطقة حارم في محافظة إدلب. بلغ عدد سكانها 1073 نسمة في عام 2004 حسب إحصاء المكتب المركزي للإحصاء.